# Majo Sánchez Alayeto
María José "Majo" Sánchez Alayeto (Zaragoza, 20 de junio de 1984) es una jugadora de pádel profesional y extenista española. En la actualidad es sexta en el ranking WPT y su pareja es su gemela, Mapi Sánchez Alayeto.

## Carrera
Majo Sánchez Alayeto comenzó en 2003 a jugar al tenis y junto a Mapi Sánchez Alayeto llegaron a ser campeonas del Campeonato de España de Dobles. Después, decidieron dejar el tenis y empezar los estudios de trabajo social. En 2007 comenzaron a jugar al pádel y en 2009 se inscribieron en el Padel Pro Tour. Desde entonces, han logrado muchos éxitos, entre los que se encuentran el Campeonato Mundial de Pádel y el Master Finals, además de haber sido las número 1 del mundo durante mucho tiempo. En 2016, acabaron como la segunda pareja del ranking, después de la formada por Alejandra Salazar y Marta Marrero, a pesar de ganarles en el Master Finals.
En la temporada 2017 tras no llegar a la final en el primer torneo, se impusieron en los cuatro torneos posteriores en Barcelona, La Coruña, Valladolid y Mijas.
En el Alicante Open lograron ganar su quinto torneo consecutivo al imponerse en la final a Marta Marrero y a Cata Tenorio por 6-3 y 7-6.
En el Alicante Open lograron ganar su quinto torneo consecutivo al imponerse en la final a Marta Marrero y a Cata Tenorio por 6-3 y 7-6 y en el Open de Sevilla lograron su sexto torneo seguido tras volver a vencer a Marta Marrero y Cata Tenorio por 6-3 y 6-1.
Tras ganar el Open de Andorra y el Keler Bilbao Open en 2017, lograron la friolera de 8 torneos ganados en una temporada y se aseguraron terminar como las número 1.
En 2018 les costó arrancar en el comienzo de la temporada debido, sobre todo, al gran nivel mostrado en los primeros torneos por Gemma Triay y Lucía Sainz. Las gemelas tardaron cuatro torneos hasta lograr su primer título de la temporada. Llegó en Jaén y venciendo a Gemma y a Lucía.
En el Valladolid Open volvieron a hincar la rodilla ante Gemma Triay y Lucía Sainz, para después lograr el Máster de Valencia y el Mijas Open de forma consecutiva.
Finalmente, terminaron el año como números 1 de nuevo.

## Estadísticas generales
- Partidos jugados: 138
- Partidos ganados: 115
- Partidos perdidos: 23
- Efectividad: 83,33%
- Racha de victorias: 26

## Palmarés

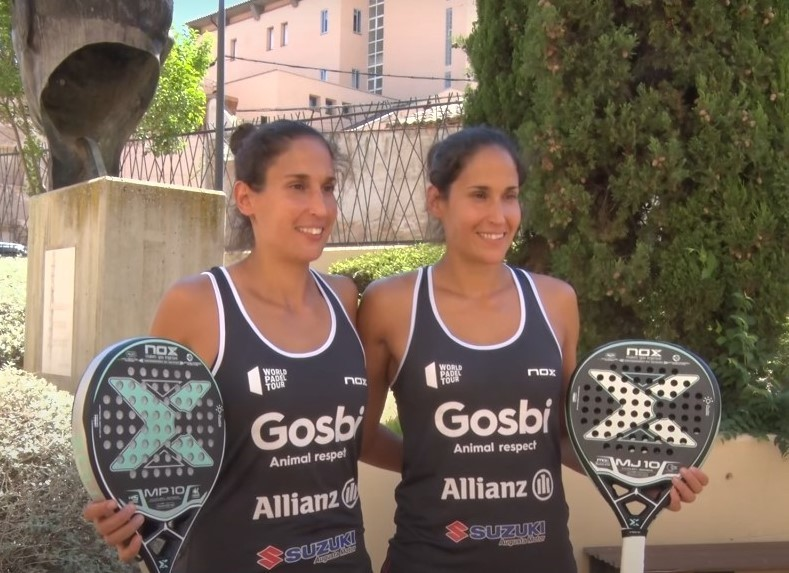

- Campeonas de Europa por parejas y con la selección española en 2009 en Cascáis (Portugal).
- Campeonas del mundo en 2010 con la selección española en Cancún (México).
- Campeonas del mundo en 2014 con la selección española en Palma de Mallorca (España).
- Campeonas del mundo en 2016 con la selección española en Cascáis (Portugal).
- Campeonas de España por equipos de 1ª Categoría en 2012, 2014, 2015, 2016 y 2017.
- Finalistas del Estrella Damm Valencia Master 2016.
- Finalistas del Estrella Damm Las Rozas Open 2016.
- Campeonas del Estrella Damm Palma de Mallorca Open 2016.
- Campeonas del World Padel Tour Valladolid Open 2016.
- Campeonas del World Padel Tour La Nucía Open 2016.
- Semifinalistas del Monte-Carlo Padel Master 2016.
- Semifinalistas del Hp Xcam Sevilla Open 2016.
- Semifinalistas del Abanca Ciudad de La Coruña Open 2016.
- Finalistas del Estrella Damm Zaragoza Open 2016.
- Finalistas del Keler Euskadi Open 2016.
- Campeonas del Estrella Damm Master Final 2016.
- Campeonas del Master de Barcelona 2017
- Campeonas del Open de La Coruña 2017
- Campeonas del Valladolid Open 2017
- Campeonas del Mijas Open 2017
- Campeonas del Alicante Open 2017
- Campeonas del Open de Sevilla 2017
- Campeonas del Open de Andorra 2017
- Campeonas del Keler Bilbao Open 2017
- Campeonas del Jaén Open 2018
- Campeonas del Valencia Máster 2018
- Campeonas del Mijas Open 2018
- Campeonas del Open de Andorra 2018
- Campeonas de Lisboa Máster 2018
- Campeonas del Menorca Open 2019